# Francesco da Castello (architetto)
Francesco da Castello (1486 – 1570) è stato un architetto e scultore italiano.
Probabilmente allievo a Venezia di Giovanni Buora, fu un discendente di una famiglia di lapicidi originaria della Lombardia e più precisamente da Porlezza. A suo padre, Pietro da Porlezza si deve la pavimentazione della basilica di Santa Anastasia e il portale, realizzati intorno al 1462.  Tra le opere che gli sono state attribuite vi è il progetto della Chiesa di San Giorgio in Braida a quello per il campanile della chiesa dei Santi Nazaro e Celso, entrambe a Verona.